# Багратион-Мухранский, Ираклий Георгиевич
Ираклий Георгиевич Багратион-Мухранский (груз. ირაკლი გიორგის ძე ბაგრატიონ-მუხრანელი; 21 марта 1909 или 3 апреля 1909, Тифлис — 30 октября 1977, Мадрид) — князь, представитель Багратион-Мухранских, ветви грузинской царской династии Багратионов, претендент на грузинский престол.

## Биография
Родился 21 марта 1909 года в Тифлисе в семье князя Георгия Александровича Багратион-Мухранского и Елены Сигизмундовны Злотницкой, происходившей из дворянского рода польской шляхты. Его младшей сестрой была Леонида Георгиевна Багратион-Мухранская.
В 1921 году, в период советизации Грузии, семья покинула страну и переселилась в Германию, где дети получили среднее образование. В 1930-е годы князь Ираклий обосновался в Италии, где женился на Марии Беляевой (по другим данным — Гурилёвой), но брак закончился разводом.
Осенью 1942 года в Берлине стал одним из создателей Союза грузинских традиционалистов, ставившей своими программными целями возрождение независимой Грузии и установление конституционно-монархического правления в стране.
Министр иностранных дел нацистской Германии Иоахим фон Риббентроп выдвигал князя Ираклия Багратиони на пост созданного нацистами Грузинского национального комитета, но против кандидатуры князя решительно выступил министр по делам восточных территорий Альфред Розенберг.
В 1940 году женился на итальянской графине Марии-Антуанетте (урождённой Паскини Деи Конти де Костафьорита). В браке родился сын, будущий князь Георгий (1944-2008), при этом супруга умерла при родах. В том же году князь Ираклий с сыном переехал в Испанию.
29 августа 1946 года в замке Сан-Себастьяно князь женился на испанской инфанте донье Марии де лас Мерседес Баварской. После свадьбы семья переехала в Мадрид, где у них родились дочь Мария и сын Баграт.
В 1957 году, после смерти своего отца, князь Ираклий унаследовал титул главы княжеского дома Мухрани и провозгласил себя главой грузинского царского дома.
В 1961 году женился на испанской аристократке Марии дель Пилар Паскуаль-и-Руиг, маркизе де Карсани.
Скончался 30 октября 1977 года в Мадриде и был похоронен на Британском кладбище, откуда его останки в 1995 году были перенесены и захоронены в Светицховели.

## Семья
- Первая жена — Мария Беляева (по другим данным — Гурилёва). Брак расторгнут.
- Вторая жена — итальянская графиня Мария-Антуанетта, урождённая Паскини Деи Конти де Костафьорита (итал. Pasquini dei Conti di Costafiorita) (1911—1944), умерла при родах.
  - Сын — Георгий Ираклиевич Багратиони, князь Мухранский, ставший после смерти отца главой Грузинского Царского Дома.
- Третья жена — Мария де лас Мерседес Баварская (3 октября 1911—11 сентября 1953), принцесса Баварская, инфанта Испанская.
  - Дочь — Мария[вд] (род. 27 июня 1947) — дважды была замужем, имеет дочь от первого брака и сына от второго[3];
  - Сын — Баграт[вд] (12 января 1949— 20 марта 2017) — был женат дважды, имеет двух детей от первого брака[4]
- Четвёртая жена — Мария дель Пилар Паскуаль и Руиг, маркиза де Карсани, испанская аристократка.